# یواس‌اس ارکتارس (ای‌کی‌ای-۱)
یواس‌اس ارکتارس (ای‌کی‌ای-۱) (به انگلیسی: USS Arcturus (AKA-1)) یک کشتی بود که طول آن ۴۵۹ فوت ۱ اینچ (۱۳۹٫۹۳ متر) بود. این کشتی در سال ۱۹۳۹ ساخته شد.